# Martin Quinn
Martin Quinn (Paisley, 1994) è un attore britannico, di natali scozzesi.
È noto per interpretare il personaggio del tenente Montgomery Scott, ruolo già sostenuto da James Doohan e Simon Pegg, nella serie televisiva Star Trek: Strange New Worlds, ottava serie live action del franchise di fantascienza Star Trek.

## Biografia
Scozzese, nasce a Paisley nel 1994, nipote dell'attore Stewart Aitken e fratello minore di Peter, noto come cantautore con lo pseudonimo di Quinny, e cresce nella zona di Gallowhill, dove entra a far parte per hobby, spinto dai genitori, di gruppi teatrali locali fin dall'età di 6 anni. Dopo gli esordi teatrali giovanili nel teatro locale PACE, frequenta lo Scottish Youth Theatre (SYT), dove matura esperienza nella produzione e nella recitazione in lavori teatrali destinati al pubblico infantile. Sostiene quindi un'audizione per lo spettacolo Let the Right One In, per il National Theatre of Scotland, dove ottiene il ruolo di Oskar e nel quale si esibisce al Royal Court Theatre e all'Apollo Theatre di Shaftesbury Avenue. Durante il periodo in cui si esibisce nel West End, sostiene un'audizione per la prestigiosa scuola di recitazione Guildhall School of Music and Drama, della quale entra a far parte.
Esordisce in televisione all'età di 16 anni, prendendo parte alla serie televisiva scozzese Limmy's Show!, sketch comedy scritta, animata e diretta da Brian Limond, in cui interpreta vari personaggi in due episodi del 2010. Impersona poi l'occhialuto Stephen nel film Le nostre signore (Our Ladies, 2019), diretto da Michael Caton-Jones, film tratto dal romanzo The Sopranos di Alan Warner del 1998 e che racconta la storia di cinque ragazze del coro che intraprendono un viaggio a Edimburgo con il proposito di trovare loro stesse. Nel 2021 è in singoli episodi delle serie televisive Scott Squad e Annika. In questa sua fase esordiente, oltre a recitare, Martin Quinn suona nel gruppo indie folk dei Velcrolove, composto da tre aspiranti attori che si sono conosciuti alla scuola di recitazione, con il quale incide l'EP A Lack of Vocabulary nel 2019, prodotto da Chris McCrory dei Catholic Action.
Dal 2023 interpreta il personaggio del tenente Montgomery Scott in Star Trek: Strange New Worlds, ottava serie televisiva live action del franchise di fantascienza Star Trek, creato da Gene Roddenberry negli anni sessanta con la serie classica, e terza serie live action dell'Expanded Universe, creato da Alex Kurtzman con la serie Star Trek: Discovery nel 2017. L'attore scozzese arriva a interpretare la parte dopo aver sostenuto dei provini nei quali non gli è tuttavia stato rivelato per quale parte concorresse. Martin Quinn compare per la prima volta nei panni del futuro capo ingegnere della USS Enterprise NCC-1701 nell'ultimo episodio della seconda stagione Egemonia. Ricompare nella terza stagione, fin dall'episodio Egemonia, seconda parte, venendo promosso a membro regolare del cast nella terza stagione. Il personaggio di Montgomery Scott è scozzese, ma è stato interpretato per primo dall'attore canadese James Doohan, che ha creato il personaggio nella serie classica degli anni sessanta. Nei film della linea temporale alternativa detta Kelvin Timeline è poi stato interprato dall'attore britannico, nordirlandese, Simon Pegg, ed è stato doppiato dall'attore, anch'egli britannico Matthew Wolf in una linea temporale alternativa nell'episodio della prima stagione di Star Trek: Strange New Worlds, La natura della clemenza. Martin Quinn è perciò il primo attore scozzese a interpretare il personaggio. A proposito del personaggio di Montgomery Scott, parlando con Trek Movie, in occasione della première della terza stagione di Strange New Worlds, l'attore ha sostenuto di come la sua versione del personaggio differisca da quella che i fan conoscono, grazie alla serie classica e ai film del franchise: "Beh, sapete, ha ancora molta strada da fare prima di diventare lo Scotty che tutti conoscono e amano dalla Serie Classica", aggiungendo inoltre, in merito all'interpretazione datane: "Voglio dire, deve essere autenticamente scozzese, non solo uno stereotipo.".

## Filmografia

### Attore

#### Cinema
- Drown, regia di Joseph Lynn - cortometraggio (2018)
- Swansong, regia di Joseph Lynn - cortometraggio (2018)
- Le nostre signore (Our Ladies), regia di Michael Caton-Jones (2019)
- Mint Chocolate Chip, regia di Joseph Lynn - cortometraggio (2022)
- Soul, regia di Eilidh Loan - cortometraggio (2025)

#### Televisione
- Limmy's Show! - serie TV, episodi 1x02-1x05 (2010)
- Scott Squad - serie TV, episodio 6x03 (2021)
- Annika - serie TV, episodio 1x05 (2021)
- Derry Girls - serie TV, episodio 3x05 (2022)
- The Lovers - serie TV, episodi 1x01-1x02-1x06 (2023)
- Star Trek: Strange New Worlds - serie televisiva 2x10-3x01-3x02 (2023-2025) - Montgomery Scott

### Doppiatore

#### Videogiochi
- Diablo IV, regia di Luis Barriga e Mikal Vega (2023)

## Radio
- Doctor Who: The Ninth Doctor Adventures - serie di podcast, episodi 1x11-1x12 (2022)

## Teatro
- Let the Right One In, National Theatre of Scotland, Royal Court Theatre e Apollo Theatre
- The Divide
- Oor Wullie: The Musical
- Underwood Lane (2021)

## Discografia

### Con i Velcrolove

#### EP
- 2019 - A Lack of Vocabulary
- 2022 - Live at St. James' Church, Islington 11/11/16

#### Singoli
- 2021 - Got It Wrong

## Riconoscimenti
- Dewar Arst Awards[1]

## Doppiatori italiani
Nelle versioni in italiano delle opere in cui ha recitato, Martin Quinn è stato doppiato da:
- Alex Polidori in Star Trek: Strange New Worlds